# Presqu'île de Saint-Mandrier
La presqu'île de Saint-Mandrier est une presqu'île de France située dans le département du Var, au sud de l'agglomération de Toulon. Elle s'avance dans la mer Méditerranée en délimitant la rade de Toulon au nord, reliée au massif du Cap-Sicié à l'ouest par l'isthme des Sablettes. La commune de Saint-Mandrier-sur-Mer, qui comporte d'importantes installations militaires, occupe la majorité de la péninsule, la colline de Saint-Elme et le tombolo faisant quant à eux partie de celle de La Seyne-sur-Mer.

## Géographie
S'avançant sur environ onze kilomètres dans la mer Méditerranée, elle est large au maximum d'un peu plus de deux kilomètres et au minimum d'environ 600 mètres. Elle est composée de trois collines entre lesquelles le littoral est échancré, notamment avec l'anse du Creux Saint-Georges dans laquelle se loge le port civil de Saint-Mandrier-sur-Mer. Son littoral est essentiellement rocheux, notamment au sud où il forme des falaises à la pointe Sainte-Elme, à la pointe de Marégau, aux batteries du Gros Bau et de la Renardière, à la pointe du Rascas et au cap Céret.
L'extrémité orientale de l'île est occupée par des installations militaires. L'une des deux digues qui ferment la petite rade de Toulon prend appui sur la presqu'île.

## Histoire
La presqu'île constitue l'ancienne île de Céret, rattachée au continent entre 1620 et 1657 par la formation de l'isthme des Sablettes.